# Роже Апері
Роже́ Апері (фр. Roger Apéry; 14 листопада 1916, Руан, Франція — 18 грудня 1994, Кан, Франція) — математик французько-грецького походження, найбільш відомим досягненням якого було доказ ірраціональності часного значення дзета-функції Рімана, ζ(3) — математичної константи, яка внаслідок була названа «сталою Апері».